# ふるさと〜歌は我が命 第7集
「ふるさと〜歌は我が命 第7集〜」（ふるさとうたはわがいのち）は、1973年5月25日にリリースされた美空ひばりのスタジオ・アルバム。

## 解説
- 1967年から1976年にかけて毎年誕生日に発売していたアルバム「歌は我が命」シリーズの第7弾で、どの作品も意欲的に制作され、様々な作家とのコラボレーションで聴き所多いアルバムとなった。没後20年、レコードデビュー60年、72回目の誕生日となる2009年5月29日にCD化された[2]。
- 第2面に収録されている『花風の港』は数あるひばりの曲の中で、唯一沖縄を舞台にしている大変珍しい曲である。那覇の市街地を見渡す「がじゃんびら公園」には歌碑がある。ひばりは1956年に那覇でコンサートを開催、5万人を動員する盛り上がりを見せた。そのコンサートで沖縄の人々に勇気を与えたことが、歌碑建立のきっかけとなり、この曲が選ばれた。2015年7月11日に放送されたBSテレ東「美空ひばりの歌物語 全国!歌碑巡り名曲の旅」でも紹介され、沖縄公演のバンドメンバー、歌碑建立の呼びかけ人、戦後の沖縄を撮り続けてきたカメラマン、全国からひばりファンが集うスナックのママら、ひばりにゆかりある人々を、坂本冬美が訪ねた[3]。

## 収録曲
全12曲作詞：西沢爽

### 第1面
1. 遠い冬（北海道）
  - 作曲・編曲：船村徹
2. あやめの宿（沢内）
  - 作曲：戸塚三博／編曲：青木望
3. 木更津くづし（木更津）
  - 作曲・編曲：やまだ寿夫
4. 清水次郎長（清水）
  - 作曲：かとう哲也／編曲：佐伯亮
5. 佐渡の石小法師（佐渡）
  - 作曲：古賀政男／編曲：佐伯亮
6. 串本ぞめき（串本）
  - 作曲：古関裕而／編曲：小谷充

### 第2面
1. 北国の駅
  - 作曲・編曲：鈴木邦彦
2. 京の手まり唄（京都）
  - 作曲：小林亜星／編曲：筒井広志
3. 萩は城下町（萩）
  - 作曲：平尾昌晃／編曲：竜崎孝路
4. 祖谷のむすめ（祖谷）
  - 作曲：浜圭介／編曲：青木望
5. 五つ木の母（五木）
  - 作曲：井上かつお／編曲：青木望
6. 花風の港（沖縄）
  - 作曲：猪俣公章／編曲：佐々永治[4]

## 歌詞の中で歌われている風物・地名・人名

### 第1面
- 遠い冬 - ピリカ
- あやめの宿 - およね
- 木更津くづし - 与三郎・お富、玄冶店
- 清水次郎長 - 富士、茶摘み、清水港、東海道
- 串本ぞめき - 汐の岬

### 第2面
- 京の手まり唄 - 姉・三・六角・蛸・錦・四・綾・佛・高・松・万・五条
- 萩は城下町 - 夏みかん、武家屋敷、城山、萩焼、袱紗
- 祖谷のむすめ - かずら橋、岩つつじ、粉ひき唄[5]、平家
- 五つ木の母 - 椿、唄
- 花風の港 - 花風[6]、赤い珊瑚、ひめゆり丸